# OD (ビデオゲーム)
『OD』は、コジマプロダクションが開発し、Xbox Game Studiosが販売する予定のホラーゲームである。メインキャストはソフィア・リリス、ハンター・シェイファー、ウド・キア。
様々なクリエイティブパートナーが参加する予定。現在公表されているのは、「ゲット・アウト」「アス (映画)」「NOPE/ノープ」のジョーダン・ピールのみ。
プレスリリースによると、本作は「恐怖の閾値を試すというコンセプト」および「恐怖を過剰摂取することの意味を探求する」ことをテーマとしている。
また、Xbox Game Studiosとの協力のもと、「Xboxのクラウド技術を用いた、非常にユニークで没入感のある、まったく新しいスタイルのゲーム」の開発に取り組んでおり、これを「新しいメディアの創造」と位置付けている。この作品は「ゲームであると同時に、映画でもある」とされている。
小島秀夫にとって、2014年に配信された「P.T.」以来のホラーゲームとなる。小島は「僕は怖がりなので、だからこそ他の人よりも怖いものを作れる自信があるんです」とも語っている。

## 概要
2019年11月22日、小島秀夫は「最恐ホラー・ゲームでも創ろうかと思い、ホラー魂を呼び覚ますべく、怖い映画を少しずつ観ようかと。」とXに投稿。
2022年6月13日、「Xbox Showcase 2022」内で、コジマプロダクションとXbox Game Studioのパートナーシップが発表。
同年11月には、約2分半のゲームプレイ映像がリークされた。そこには懐中電灯を持ち、暗所を歩く怯えた女性の姿が映っており、映像の最後には意味深な記号が浮かび上がり、「GAMEOVER」および「OVERDOSE」の文字が形成される様子が確認できる。※女性のキャラクターモデルは、DEATH STRANDINGの登場人物である「ママー」、映像内のフィールドは、DEATH STRANDING DIRECTOR'S CUTの「廃工場」の流用であったことから、開発初期の実験映像だと思われる。
2023年9月26日、ホラーゲームの開発に伴い、フィル・スペンサー率いるXbox Game Studioスタッフと共に、神田明神へお祓いに行った。
同年12月8日、小島秀夫とジョーダン・ピールは「The Game Awards 2023」に登壇し、ティザー映像とともに本作が正式に発表された。登壇時の演出は、『P.T.』を想起させる内容であり、ナイン・インチ・ネイルズの楽曲『Came Back Haunted』が使用された。なお、ティザー映像に含まれるラップ音は、スタジオで実際に収録された音である。映像内では、ウド・キアの口内に「A・T・A・M・I」の5文字が隠されていることが確認されている。
2024年7月から2025年7月にかけてのSAG-AFTRAのストライキの影響で、撮影が一時中断された。